# Zebronia virginalis
Zebronia virginalis là một loài bướm đêm trong họ Crambidae.